# Pierre C. Deason-Tomory
Pierre Charles Deason-Tomory (* 16. Januar 1969 in Nürnberg) ist ein deutsch-amerikanischer freiberuflicher Autor, Journalist und ehemaliger Hörfunkmoderator.

## Leben

### Jugend, Familie und Ausbildung
Deason-Tomory wuchs als Sohn eines Angehörigen der US-Stationierungsstreitkräfte und einer Deutschen zunächst in Nürnberg auf. 1978 zog die Familie nach Laufen (Salzach). Er hatte von 1978 und 1983 als Kinderdarsteller regelmäßig Auftritte am Landestheater im benachbarten Salzburg, beim Straßentheater der Salzburger Festspiele und bei Hörspiel-Produktionen des ORF Salzburg. 1982 spielte er verschiedene Rollen in der ORF-Dokumentations-Reihe „Fernsehen unser, unser Fernsehen“. Nach einem erneuten Umzug der Familie zurück nach Nürnberg 1983 brach 1986 Deason-Tomory das Gymnasium ab und absolvierte bis 1988 ein Volontariat beim Lokalradiosender „Neue Welle Franken“. Er wurde als Erwachsener von seinem Ziehvater, dem Opernsänger Nándor Barnabás Tomory, adoptiert. Der Opern-Bariton Jason Nandor Tomory ist sein Bruder.

### Beruf
Ab 1988 war Deason-Tomory Redakteur und Moderator bei Radio Charivari Nürnberg, Radio F Nürnberg und Energy Berlin, bis er 1992 zu DT64 wechselte, wo er den satirischen Wochenrückblick „Deutschland im Stau“ entwickelte. Das zweistündige Format lief jeden Sonntagnachmittag. Deason-Tomory stieg dort 1993 nach Streitigkeiten mit der Programmleitung über die inhaltliche Ausrichtung der Sendung aus.  Nach einem kurzen Intermezzo bei Radio Fritz war er als Autor, Redakteur, Moderator und Coach für Antenne Bayern, erneut Energy Berlin, MDR Sputnik, 104.6 RTL Berlin, Radio Hamburg, Kiss FM Berlin, Antenne Thüringen und Radio Lotte Weimar tätig. Daneben koordinierte er das Heritage Radio Network. Seit 2017 veröffentlicht er regelmäßig Beiträge im Feuilleton der linken Tageszeitung junge Welt. Im Mai 2020 erschien im Eckhaus Verlag sein Corona-Tagebuch „Bitte in Fahrtrichtung rechts niesen“, ein Jahr später die Kurzgeschichtensammlung „Der Zeitungsleser“.
Zeitweise war er auch als Arbeiter in einer US-Textilfabrik, als Buchhalter einer türkischen Baufirma, im Callcenter eines Berliner Umfrageinstituts und am Grill einer Hamburgerbude tätig.

### Politik
Deason-Tomory ist seit 1985 politisch aktiv, zuerst als Schülersprecher im linken Schülerladen im Nürnberger KOMM. 1989 wurde er Mitglied der DKP, von der er im Juni 1990 in Gera in die PDS wechselte. 2007 war er Gründungsdelegierter der Nachfolgepartei Die Linke. Er war Wahlkreismitarbeiter des Abgeordneten Thomas Hartung von 2009 bis zu dessen Ausscheiden aus dem Thüringer Landtag im Herbst 2014. Ab 2009 war er Mitglied des Stadtrats von Weimar und wurde dort in den Sozial- und den Kultur-Ausschuss entsandt, dem er auch nach seiner Wiederwahl 2014 erneut angehörte. 2009 verließen er und andere Mitglieder der Weimarer Linken die Partei und gründeten die kurzlebige Neue Linke Weimar. Seit 2012 war Deason-Tomory Mitglied der SPD. Nach Auflösung der 2010 durch Abspaltung von der Linksfraktion gegründeten und zuletzt von Deason-Tomory geführten Stadtratsfraktion „Neue Linke“ im Jahr 2013 trat er mit Hartung auch der SPD-Fraktion bei. Bei den Kommunalwahlen am 26. Mai 2019 trat er nicht wieder an. Ein Jahr später verließ er die SPD.